# Gazaria
Gazaria är ett underdistrikt i Bangladesh. Det ligger i den centrala delen av landet, 30 km sydost om huvudstaden Dhaka.
Trakten runt Gazaria består till största delen av jordbruksmark. Runt Gazaria är det mycket tätbefolkat, med 1 411 invånare per kvadratkilometer.